# Zollgrenzschutz

Schulterklappenauflage des ZGS bis 1945 (RFV = Reichsfinanzverwaltung)

Der Zollgrenzschutz (ZGS) war in der Zeit von 1937 bis 1945 für die Bewachung der Grenzen des Deutschen Reichs sowie der Grenzen der meisten besetzten Gebiete zuständig.

## Vorgeschichte
Bis zum Ende des Kaiserreiches im Jahre 1918 war jeder Bundesstaat im Rahmen der Regeln und Grundsätze des Deutschen Zollvereins selbständig für die Bewachung der Grenzen und Erhebung von Zöllen zuständig. Nach dem verlorenen Ersten Weltkrieg und den hohen Reparationszahlungen infolge des Versailler Vertrages von 1919 wurde zur Zeit der Weimarer Republik mit der Erzbergerschen Finanzreform erstmals eine einheitliche und im Wesentlichen zentralistisch geführte Finanzverwaltung aufgebaut. Damit wurden die Zollerhebung und Grenzbewachung vereinheitlicht und den Gliederungen der Reichsfinanzverwaltung (RFV) als Zollgrenzdienst (ZGD) unterstellt. Große Länder wie Bayern und Preußen leisteten sich jedoch schon damals eine eigene Grenzpolizei.

## Gründung
Nach der Machtübernahme der Nationalsozialisten 1933 blieben die Aufgaben und Gliederungen des Zollgrenzdienstes erst einmal unangetastet. Bis 1936 war Heinrich Himmler, der Reichsführer SS, zum „Chef der Deutschen Polizei“ aufgestiegen. Er versuchte ab Ende 1936, Kontrolle über den ZGD zu erhalten. Himmler setzte Polizei und SS zu Grenzerkundungen ein, um Informationen über Stärke, Organisation und Ausrüstung zu erhalten.
Am 20. März 1937 erhielt das Reichsfinanzministerium (RFM) ein Fernschreiben mit einer Einladung des preußischen Ministerpräsidenten Hermann Göring zu einer Ministerbesprechung am 22. März 1937. Thema sollte die Sicherheit des Staates, insbesondere die Bewachung der Grenzen sein. Die Beteiligten im RFM vermuteten den Griff Himmlers nach dem ZGD, wobei hinzu kam, dass nur wenige Tage vorher der Leiter der Zollabteilung im RFM überraschend verstorben war. In der Kürze der Zeit wurden Unterlagen zusammengestellt und der Oberfinanzpräsident von Brandenburg, Johannes Hoßfeld, zum Generalinspekteur des Zollgrenzschutzes ernannt. Dies war das erste Mal, dass der Name Zollgrenzschutz verwendet wurde.
In der Besprechung stellte sich heraus, dass Himmler falsche Angaben über den ZGD verbreitet hatte, worauf Göring eine Unterstellung unter die SS ablehnte, jedoch vorschrieb, dass die Grenzpolizei der SS mehr Rechte an den Grenzen erhielt. So entstand eine Dualität, die fast bis zum Kriegsende andauerte.
Noch im Jahr 1937 wurde der ZGS reorganisiert, neue Richtlinien erarbeitet und neue Uniformen ausgegeben. 1938/39 nahm der ZGS an der Besetzung Österreichs, des Sudetenlandes, der „Rest-Tschechei“ und des Memellandes teil. Die bis dahin mit ähnlichen Aufgaben betraute österreichische Zollwache wurde 1938 in den ZGS eingegliedert. 1939 wurde das Zollgrenzschutz-Ehrenzeichen gestiftet.

## Kriegseinsatz

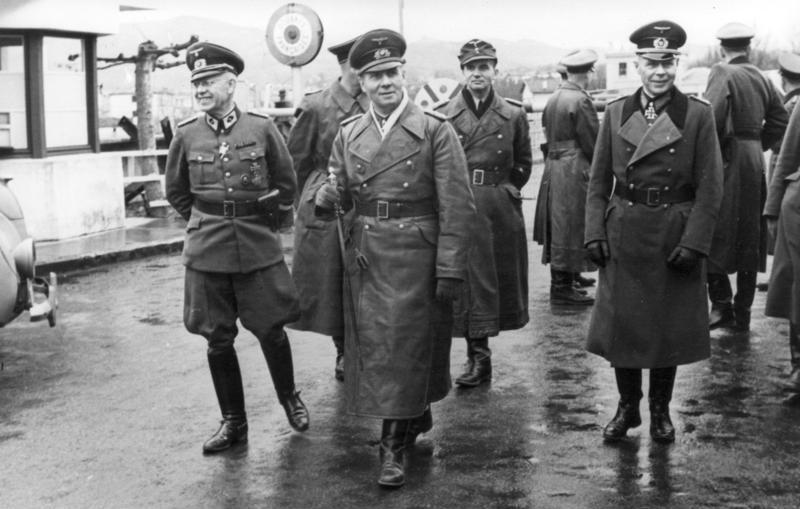
Ein Oberzollrat des Zollgrenzschutzes Frankreich (links) im Februar 1944

Während des Krieges wurde der ZGS ab 1939 in den meisten besetzten Ländern zur Bewachung der Grenzen und Bekämpfung des Schmuggels eingesetzt. Die größten Auslandsverwaltungen entstanden dabei im besetzten Frankreich mit ca. 10.000 Mann und im polnischen Generalgouvernement mit zu Beginn ca. 7.000 Mann. Den Feldzügen in Skandinavien, gegen Jugoslawien und die Sowjetunion folgten Dienststellen des ZGS. Zu diesem Zeitpunkt wich der zöllnerische Einsatz aber immer mehr militärischen Aufgaben. Der ZGS wurde zur Bewachung militärisch und wirtschaftlich wichtiger Anlagen, als Horchposten und teilweise auch an der Front eingesetzt. Nachdem Italien 1943 die Achsenmächte verlassen hatte, wurde der ZGS auch dort tätig.
Der ZGS hatte zunehmend Personal an die Wehrmacht abzugeben. Die entstandenen Lücken wurden aus volksdeutschen Bevölkerungsgruppen bzw. mit Angehörigen der Geburtsjahrgänge vor 1900 aufgefüllt. Diese Männer wurden unter der Bezeichnung Verstärkter Grenzaufsichtsdienst (VGAD) bzw. Zollgrenzschutz-Reserve (ZGS-Reserve) zusammengefasst.
Verstärkt ab etwa Mitte 1943 wurde der ZGS in allen Einsatzgebieten von Partisanen angegriffen. Dies führte zu einem teils festungsartigen Ausbau der Unterkünfte und Ausrüstung mit Maschinenwaffen.
Nach dem Attentat vom 20. Juli 1944 unterstellte Hitler den ZGS der SS. Innerhalb weniger Monate wurden Führungskräfte des ZGS durch Polizei- oder SS-Kräfte ersetzt. Dies gelang im Reichsgebiet fast lückenlos, in den Auslandsverwaltungen nur in wenigen Fällen. Ab November 1944 wurden die zurückgedrängten Zollgrenzschützer in Bataillonen zusammengefasst und an der Ostfront im Bereich Böhmen/Schlesien sowie an der Westfront im Kampf eingesetzt. Die meist militärisch kaum ausgebildeten bzw. überalterten Einheiten erlitten hohe Verluste und wurden schnell aufgerieben. Am 2. Mai 1945, ca. eine Woche vor Kriegsende, wurde der ZGS wieder dem Reichsfinanzministerium unterstellt.

## Gliederung
Der Zollgrenzschutz war keine eigenständige Organisation innerhalb der Reichsfinanzverwaltung, sondern ein begrifflicher Zusammenschluss von verschiedenen Dienststellen. Auch hatte der Generalinspekteur nur Weisungsrecht in Grenzfragen. Als Zollgrenzschutz im eigentlichen Sinne wurden nur die Bezirkszollkommissariate und die Grenzaufsichtsstellen bezeichnet. Er wies folgende Gliederung auf:
- Reichsfinanzminister
  - Staatssekretär
    - Generalinspekteur des Zollgrenzschutzes

  - Oberfinanzpräsident (im Ausland Kommandostelle oder Hauptbefehlsstelle)
    - Leiter Zollabteilung
      - Leiter Grenzreferat

    - Leiter Hauptzollamt (im Ausland Befehlsstelle)
      - Leiter Bezirkszollkommissariat
        - Leiter Grenzaufsichtsstelle

### Kfz-Flaggen für Dienststelleninhaber der Finanz- und Zollbehörden
Am 22. August 1939 wurde es Angehörigen der Reichsfinanzverwaltung gestattet, eigenständige Kraftfahrzeugflaggen zu führen. Die Stander mussten am linken Kotflügel befestigt werden, während es erlaubt war, am rechten die Reichsdienstflagge zu setzen. Alle Flaggen besaßen ein zollgrünes Grundtuch. Der Zolladler, der eine besondere Form hatte, sowie die Tressen waren entweder gold- oder aluminiumfarben. Im Einzelnen wurden folgende Flaggen eingeführt:

1
2
3
4
5
6
7
8

1 = Minister, 25 × 25 cm, Schwingenbreite des Adlers 18 cm, goldene Tressen 16 und 4,5 mm breit

2 = Staatssekretär, wie Minister, jedoch ohne die 4,5 mm breite Tresse

3 = Generalinspekteur des Zollgrenzschutzes und Ministerialdirektoren der Abteilungen Personal- und Verwaltungsangelegenheiten, 20 × 30 cm, Schwingenbreite des Adlers 18 cm, Tresse 16 mm breit

4 = Oberfinanzpräsidenten in Oberfinanzbezirken mit Grenze, wie Generalinspekteur, jedoch Tresse 10 mm breit

5 = Finanzpräsideten in Oberfinanzbezirken mit Grenze, Schwingenbreite des Adlers 18 cm, Tressen 15 mm breit, alles alufarben

6 = Grenzreferenten, wie Finanzpräsidenten, jedoch Tresse 8 mm breit

7 = Hauptzollamtsvorsteher (Grenze), Wimpel 20 × 30 cm, Schwingenbreite des Adlers 14 cm, Tresse 8 mm breit

8 = Bezirkszollamtsvorsteher (Grenze), wie Hauptzollamtsvorsteher, jedoch Tresse 4,5 mm breit

## Nach dem Krieg
Nach Kriegsende 1945 wurde der Zollgrenzschutz von den Alliierten aufgehoben, die Grenzbewachung und Schmuggelbekämpfung übernahmen alliierte Besatzungstruppen, Sondereinheiten wie der BFS – British Frontier Service, bzw. neugebildete deutsche Polizei. Um die Bewachung zu vereinheitlichen und erfahrene Kräfte einzusetzen, wurde 1947, zunächst in der Britischen Besatzungszone, der Zollgrenzschutz neu gegründet. Bald folgte auch die Amerikanische Besatzungszone. Am 1. April 1949 trat in der Bizone das Gesetz über die Zoll-Leitstelle und den Zollgrenzdienst in Kraft. Damit endete die Bezeichnung Zollgrenzschutz, da z. B. die Grenze zur Sowjetischen Besatzungszone keine Zollgrenze im eigentlichen Sinne war. Die alte Bezeichnung (Zoll-)Grenzaufsichtsdienst wurde nach Gründung der Bundesrepublik Deutschland im Mai 1949 wieder eingeführt.
Siehe auch: Bundeszollverwaltung, Minenräumverband Cuxhaven